# Eugene Trinh
Eugene Trinh, vietnamsky Trịnh Hữu Châu, (* 14. září 1950, Saigon, Jižní Vietnam) je astrofyzik, který se účastnil mise STS-50.

## Život
Eugene Trinh se narodil 14. září 1950 v Saigonu jako syn inženýra a od dvou let byl vychováván v Paříži. Od roku 1968 žije ve Spojených státech amerických.
V roce 1972 obdržel bakalářský titul v oboru strojírenství-aplikovaná fyzika z Columbia University. V roce 1979 získal práci v NASA v laboratoři na reakce odpuzování. V současné době je ředitelem oddělení přírodních věd v ústředí NASA v hlavním městě Washingtonu.
Nyní je ženatý a má jedno dítě.